# Anatoli Timofejewitsch Fomenko
Anatoli Timofejewitsch Fomenko (russisch Анатолий Тимофеевич Фоменко, wiss. Transliteration Anatolij Timofeevič Fomenko; * 13. März 1945 in Stalino, Ukrainische SSR) ist ein russischer Mathematiker und Professor an der Lomonossow-Universität in Moskau. Mit seiner chronologiekritischen Geschichtskonzeption Neue Chronologie hat er zur Entwicklung der Pseudogeschichte im postkommunistischen Russland beigetragen.

## Werdegang
Fomenko wurde am 13. März 1945 in der ukrainischen Stadt Donezk als einziges Kind des Bergbauingenieurs Timofey Grigorjewitsch Fomenko und der Lehrerin für russische Literatur Walentina Polikarpowna Markowa geboren. 1950 zog die Familie in die russische Hafenstadt Magadan, wo der Vater als Laborleiter des Wissenschaftlichen Forschungsinstituts für Gold und seltene Metalle tätig war und Anatoli zur Schule ging. 1959 kehrte die Familie in die Ukraine zurück, wo der Vater in Lugansk bis 1980 als Laborleiter des Wissenschaftlichen Forschungsinstituts für die Anreicherung von Kohle arbeitete. Hier besuchte Anatoli die Sekundarschule Nr. 26, die er mit der höchste Auszeichnung, einer Goldmedaille, abschloss. 1956 und 1959 erhielt er drei Bronzemedaillen der VDNKh (Exhibition of Economic Achievements) und war Gewinner der akademischen Fernolympiade der Sowjetunion in Mathematik. Im Alter von 13 Jahren gewann er den ersten Preis der All-Union Children's Literary Competition für eine Erzählung über Wissenschaft und Technik in der Zukunft. 1958 und 1959 wurde seine phantastische Geschichte „Miracle of the Milky Way“, über eine Weltraumreise ins Jahr 2020, in der sowjetischen Kinderzeitung Pioneer Pravda veröffentlicht. Er gewann mehrere Mathematik- und Physikolympiaden und nach seinem Sieg bei einer vom Moskauer Institut für Physik und Technologie organisierten Olympiade erhielt er 1961 eine Einladung, dort zu studieren. Weil die medizinische Kommission des Instituts ihm wegen seiner Kurzsichtigkeit die Aufnahme verweigerte, studierte er stattdessen von 1962 bis 1967, zunächst unter der wissenschaftlichen Leitung von Walentin Witaljewitsch Rumjanzew an der mechanisch-mathematischen Fakultät der Moskauer Staatsuniversität (MSU). Im 4. Kurs wechselte er in die mathematische Abteilung und wurde Schüler von Professor Pjotr Konstantinowitsch Raschewski (Leiter der Abteilung für Differentialgeometrie der mechanisch-mathematischen Fakultät der MSU). Im 5. Kurs wurde Fomenko Mitautor des Buches „Homotopische Topologie“, das 1986 in Budapest ins Englische übersetzt wurde. Nach dem Abschluss des Postgraduiertenstudiums arbeitete Fomenko ab 1969 am Lehrstuhl für Differentialgeometrie der mechanisch-mathematischen Fakultät der MSU. Seine Arbeit zum Kandidaten der Wissenschaften (Doktorarbeit, „kleine Doktorarbeit“) aus dem Jahr 1970 trug den Titel Vollständige geodätische Kreismodelle (Вполне геодезические модели циклов); 1972 verteidigte er seine Doktorarbeit (Habilitationsarbeit, „große Doktorarbeit“) zum Thema Die Lösung des mehrdimensionalen Plateau-Problems in einer riemannschen Mannigfaltigkeit (Решение многомерной проблемы Плато на римановых многообразиях). 1974 erhielt er dafür den Moscow Mathematical Society Prize und die Einladung der International Mathematical Union, als Invited Speaker auf dem Internationalen Mathematikerkongress in Vancouver (Multidimensional Plateau Problem on Riemannian Manifolds, On the problem of the algorithmical recognizability of the standard three dimensional sphere).
1977 heiratete er Tatyana Nikolaevna Shchelokova, die als Spezialistin für algebraische Topologie Mathematik am Moskauer Institut für Stahl und Legierungen lehrte.
1980 wurde Fomenko Professor für höhere Geometrie und Topologie an der Lomonossow-Universität. 1987 war er Preisträger des Mathematikpreises des Präsidiums der AS der UdSSR. 1992 wurde er Leiter des Lehrstuhls für Differentialgeometrie und verwandte Gebiete. Am 15. Dezember 1990 wurde Fomenko zum korrespondierenden Mitglied der AS der UdSSR im Fachbereich Mathematik gewählt. 1991 wurde er zum ordentlichen Mitglied der Russischen Akademie der Naturwissenschaften (RANS), 1993 zum ordentlichen Mitglied der Akademie der Wissenschaften der Höheren Schule und am 31. März 1994 nahm man ihn als vollwertiges Mitglied in die russische Akademie der Wissenschaften auf. Fomenko arbeitete über Differentialgeometrie, Topologie und Variationsrechnung und ist Autor von hundertachtzig wissenschaftlichen Arbeiten. Er hat sechsundzwanzig Monographien und Lehrbücher in seinem Fachgebiet der Mathematik verfasst, in denen teilweise auch seine künstlerische Begabung zum Ausdruck kommt. 1996 wurde er für seine wissenschaftlichen Leistungen auf dem Gebiet der Mathematik mit dem Staatspreis der Russischen Föderation ausgezeichnet.
Fomenko ist auch Maler und Illustrator. Er studierte die Maltechniken von Künstlern der Renaissance und des späten Mittelalters und wurde von Malern wie Bosch, Bruegel, Dali, Escher, Böcklin und Dürer beeinflusst. Seit Mitte der 1970er Jahre hat er 280 Bilder geschaffen; zum einen rein mathematische Bilder, die seine Interpretationen von dem, was er Deformationen des Raums nennt, zum Ausdruck bringen, zum anderen allegorische Bilder, die auf über 100 Ausstellungen in der Sowjetunion und im Ausland zu sehen waren. 1990 publizierte die American Mathematical Society das Buch „Mathematical Impressions“ mit 84 ausgewählten zum Teil farbigen Illustrationen der mathematischen Konzepte Fomenkos, die oft an Werke M. C. Eschers erinnern, mit dem er in seiner Studentenzeit in Briefkontakt stand. Der sowjetische Animationskurzfilm The Pass aus dem Jahr 1988, für den der Science-Fiction-Autor Kir Bulytschow das Drehbuch schrieb, basierte auf Fomenkos Zeichnungen. Fomenkos Buch „Homotopy Topology“, das rund 40 Illustrationen mathematischer Bilder enthält, wurde in der Sowjetunion zu einem Standardwerk für junge Mathematiker.

## Neue Chronologie
Fomenko ist Begründer der Neuen Chronologie, einer in den späten 1970er Jahren entstandenen Bewegung, die die gesamte in den Geschichtswissenschaften gängige historische Zeitrechnung um gut eintausend Jahre beschneiden will und sich damit beschäftigt, die russische und die Weltgeschichte neu zu schreiben. Mit seinem Kollegen Gleb Wladimirowitsch Nossowski hat Fomenko mit einer spekulativen Neuschreibung der russischen Geschichte eine beträchtliche Anzahl von gleichgesinnten Amateurhistorikern hervorgebracht, darunter viele Wissenschaftler, die wie sie selbst zu Pseudohistorikern wurden. Zu den prominenten Anhängern des umstrittenen Neudatierungsprojektes gehören der Schachgroßmeister Garri Kasparow und der Schriftsteller Alexander Alexandrowitsch Sinowjew.
1973 wurde Fomenko durch den Arbeiten des amerikanischen Astronomen Robert Russell Newton zu unerklärlichen Phänomen der Mondbewegungen inspiriert, sich mit den Werken des autodidaktischen Astronomen Nikolai Morosow (1854–1946) zu beschäftigen. Unter Anwendung einer astronomischen Tabelle aus Morosows Werk auf Newtons mathematische Forschungen meinte Fomenko die Unstimmigkeiten und Abweichungen in Newtons Berechnungen bezüglich des Mondes erklären zu können. Da die vermeintlich falschen Berechnungen für den Mond auf den Daten früherer Mondfinsternisse beruhten, stellte Fomenko die globale Chronologie in Frage. Bestätigt wurde er darin durch Arbeiten von Immanuel Velikovsky zu Unstimmigkeiten der alten Geschichte. Fomenko stimmt Morosows Schlussfolgerung zu, wonach die antike Chronologie durch den Gelehrten Scaliger, oder Joseph Justus dell Scala (1540–1609), künstlich verlängert wurde, und ergänzt sie um seine Theorie, wonach die Geschichte vor 1600 im 18. Jahrhundert in eine falsche Standardzeitlinie eingeordnet wurde. Deshalb seien die Datierungen christlicher Zeitrechnung im 16. Jahrhundert weitestgehend unrichtig festgelegt worden. Als Folge davon müsse die Geschichte der letzten 2000 Jahre um gut 1000 Jahre gekürzt werden, da die alten Chroniken unterschiedliche Versionen von Ereignissen seien, die sich in Wirklichkeit ungefähr zwischen 1000 und 1400 n. Chr. zugetragen hätten. Fomenko insistiert, dass seine neuen Daten das Ergebnis einer komplexen statistisch-mathematischen Untersuchung der so genannten quantitativen Merkmale der antiken Texte und Chroniken sind. In Scaligers Geschichte habe es drei chronologische Verschiebungen von 330 Jahren, 1050 Jahren und 1800 Jahren ergeben. Infolgedessen würde sich dasselbe Ereignis potenziell dreimal wiederholen. Nach Fomenko fanden die wichtigsten Ereignisse der Bibel im elften und zwölften Jahrhundert statt. Ein Schlüsselereignis in seiner Zeitleiste ist das Leben Christi, der 1053 n. Chr. und nicht 6 v. Chr. geboren wurde. Fomenko stellt die These auf, dass das Alte Testament nach dem Neuen Testament geschrieben wurde. Jesus sei im 12. Jahrhundert in Konstantinopel gekreuzigt worden.
Als populärer Amateurhistoriker hat Fomenko mit seinem auf sieben Bände angelegten geschichtsrevisionistischen Werk Neue Chronologie zur Entwicklung der Pseudogeschichte beigetragen, die in Russland nach dem Zusammenbruch der Sowjetunion entstanden ist. Seit den 1990er Jahren werden die Bücher Fomenkos über die Neue Chronologie aus dem Russischen ins Englische übersetzt und herausgegeben. Fomenko stützt seine Chronologiekritik auf astronomische Berechnungen und indirekte statistische Methoden, nach denen Russland älter als Griechenland und Rom ist und das mittelalterliche Mongolenreich in Wirklichkeit ein slawisch-türkisches Weltreich war. Dabei lässt er sich auch von Michail Lomonossow inspirieren.
Einer von Fomenkos ausgeprägten Anhängern ist der Schweizer Historiker und Publizist Christoph Pfister, dessen geschichtsanalytisches Werk Die Matrix der alten Geschichte wesentlich von Fomenkos Positionen beeinflusst ist. Einer von Fomenkos schärfsten Kritikern in Russland war der Linguist Andrei Salisnjak. Gegner werfen Fomenko neben methodischen Mängeln auch den als russisch-nationalistischen Gehalt bezeichneten Blickwinkel in seinen Schriften vor. Fomenkos neue Version der biblischen Geschichte hat in der Russisch-Orthodoxen Kirche keine Fürsprecher gefunden. Wurde er in den frühen 1990er Jahren noch als Antichrist bezeichnet, ist Fomenko heute eine akademische Berühmtheit und ein Markenzeichen, seit die Neue Chronologie in Form zahlloser Sachbücher, Fernsehsendungen, Vorträge und Seminare medienwirksam popularisiert wird.

## Schriften

### Mathematische Schriften
- mit V. V. Trofinov: Integrable systems on Lie algebras and symmetric spaces. 1987.
- mit Dmitry B. Fuks, Viktor L. Gutenmacher: Homotopic topology. Akadémiai Kiadó, Budapest 1986, ISBN 963-05-3544-0.
- Differential geometry and topology. 1987.
- Integrability and Nonintegrability in Geometry and Mechanics. 1988.
- The Plateau Problem, Part I & II, Studies in the development of modern mathematics. Vol. 1. Gordon and Breach, New York 1990.
- Mathematical Impressions. 1990.
- Variational problems in topology. 1990.
- mit Boris Dubrovin, Sergei Nowikow: Modern geometry. 3 Bände. Springer, Tokio u. a. 1985.
- mit Sergei Nowikow: Basic elements of differential geometry and topology. 1990.

### Arbeiten zur Chronologie
- mit V. V. Kalashnikov und  G. V. Nosovsky: Geometrical and Statistical Methods of Analysis of Star Configurations. Dating of Ptolemy's Almagest. 1993.
- Empirico-Statistical Analysis of Narrative Material and its Applications to Historical Dating. 1994.
  - Volume 1: The Development of the Statistical Tools.
  - Volume 2: The Analysis of Ancient and Medieval Records.
- History: Fiction or Science? Dating methods as offered by mathematical statistics. Eclipses and zodiacs. Chronology 1. Delamere Resources, Paris 2003.
- History: Fiction or Science? Chronology 2. Delamere Resources, Paris 2005.
- History: Fiction or Science? Astronomical methods as applied to chronology. Ptolemy's Almagest. Chronology 3. Delamere Resources, Paris 2007.
- History: Fiction or Science? Chronology 4. Delamere Resources, Paris 2008.